# 布魯赫巴赫河
52°2′9.5″N 8°12′33.8″E / 52.035972°N 8.209389°E
布魯赫巴赫河（德語：Bruchbach），是德國的河流，位於該國西部，流經北萊茵-威斯特法倫州，屬於黑瑟爾河的右支流，河道全長8.3公里，流域面積19.1平方公里。